# Satira

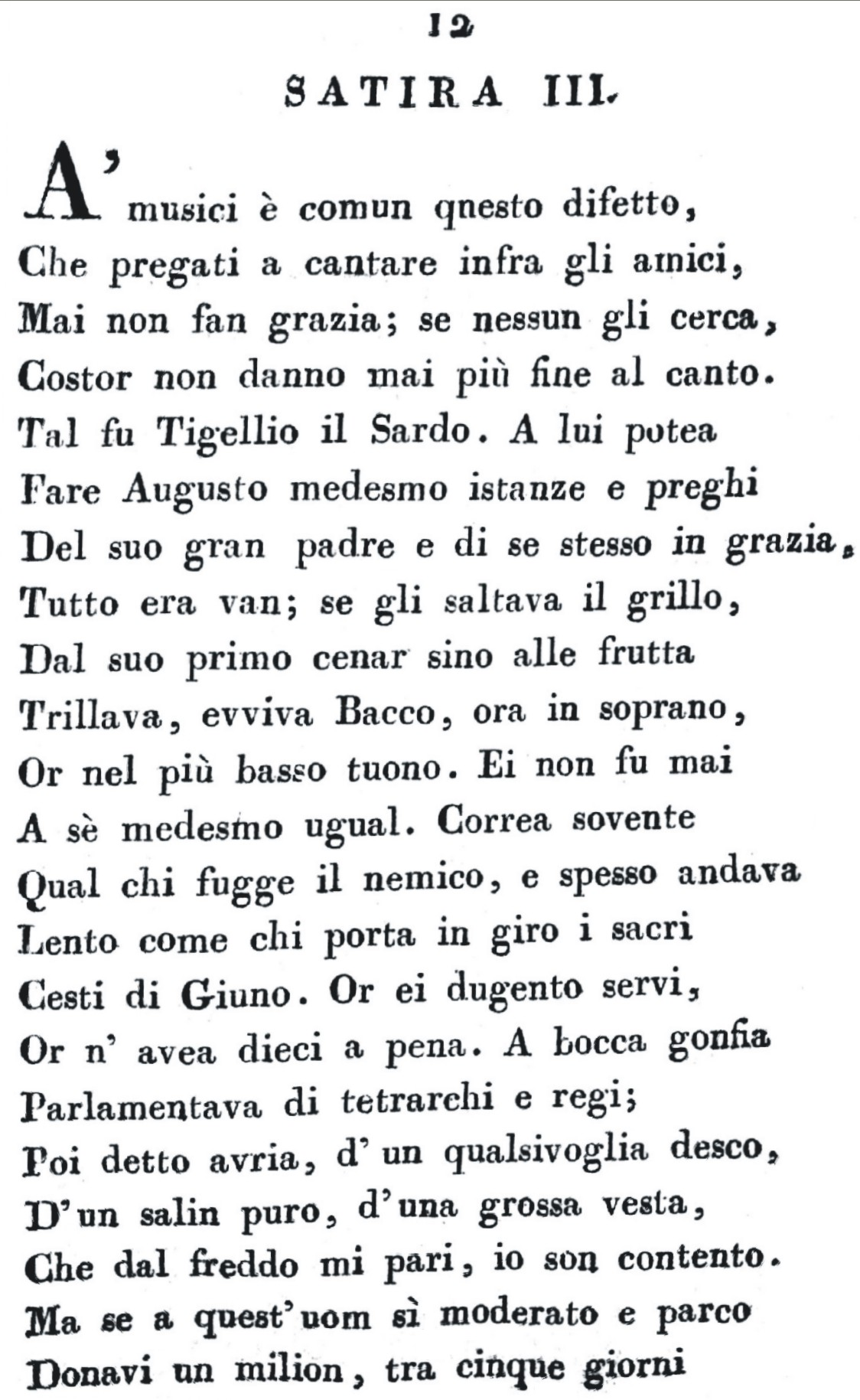
"Le satire e l'epistole di Q. Orazio Flacco", stampata nel 1814.

La satira (dal latino satura lanx: il vassoio vuoto riempito di primizie in offerta agli dei) è un genere della letteratura, delle arti e, più in generale, di comunicazione, caratterizzata dall'attenzione critica ai vari aspetti della società, mostrandone le contraddizioni e promuovendo il cambiamento.
La satira mira a far ridere criticando i personaggi e deridendoli in argomenti politici, sociali e morali.
Sin dall'Antica Grecia la satira ha sempre avuto una fortissima impronta politica, occupandosi degli eventi di stretta attualità per la città (la polis), e avendo una notevole influenza sull'opinione pubblica ateniese, proprio a ridosso delle elezioni. Per questo motivo, è sempre stata soggetta a violenti attacchi da parte dei potenti dell'epoca, come nel caso del demagogo Cleone contro il poeta comico Aristofane.
La satira si distingue dalla comicità e dallo sfottò (la presa in giro bonaria), nei quali l'autore non ricorda fatti rilevanti e non propone un punto di vista ma fa solo del "colore".

## Caratteristiche
La definizione di satira va dettagliata sia rispetto alla categoria della comicità, del carnevalesco, dell'umorismo, dell'ironia e del sarcasmo, con cui peraltro condivide molti aspetti:
- con il comico condivide la ricerca del ridicolo nella descrizione di fatti e persone,
- con il carnevalesco condivide la componente "corrosiva" e scherzosa con cui denunciare impunemente,
- con l'umorismo condivide la ricerca del paradossale e dello straniamento con cui produce spunti di riflessione morale,
- con l'ironia condivide il metodo socratico di descrizione antifrasticamente decostruttiva,
- con il sarcasmo condivide il ricorso peraltro limitato a modalità amare e scanzonate con cui mette in discussione ogni autorità costituita.

Essa si esprime in una zona comunicativa "di confine", infatti ha in genere un contenuto etico normalmente ascrivibile all'autore, ma invoca e ottiene generalmente la condivisione generale, facendo appello alle inclinazioni popolari; anche per questo spesso ne sono oggetto privilegiato personaggi della vita pubblica che occupano posizioni di potere.
Queste stesse caratteristiche sono state sottolineate dalla Corte di cassazione che si è sentita in dovere di dare una definizione giuridica di cosa debba intendersi per satira:
(Prima sezione penale della Corte di Cassazione, sentenza n. 9246/2006)
La satira è un diritto costituzionale, che in Italia è garantito dagli articoli 21 e 33 della Carta.

## Storia
La satira, storicamente e culturalmente, risponde ad un'esigenza dello spirito umano: l'oscillazione fra sacro e profano. La satira si occupa da sempre di temi rilevanti, principalmente la politica, la religione, il sesso e la morte, e su questi propone punti di vista alternativi, e attraverso la risata veicola delle piccole verità, semina dubbi, smaschera ipocrisie, attacca i pregiudizi e mette in discussione le convinzioni.

### Antichità
Le origini della satira nella letteratura europea si confondono evidentemente con quelle della letteratura comica, il cui inizio è attribuito tradizionalmente a Omero con il poema Margite. Satirici sono la pseudo-omerica Batracomiomachia, i Silli di Senofane di Colofone, i giambi di Archiloco, i versi di Ipponatte.
Etimologicamente è il dramma satiresco a dare origine al genere, ma è la commedia greca di Aristofane quella che fa della satira politica un ingrediente fondamentale. In età ellenistica molti furono gli scritti polemisti ed umoristici specie nell'ambito filosofico della diatriba stoico-cinica.
La vera codificazione come genere letterario, anch'essa frutto di un'evoluzione italica parallela, avviene però nella letteratura latina. La satira nasce tra il III e il II secolo a.C. ad opera di Ennio, e si può considerare il primo genere originale della letteratura latina, al contrario di tutti gli altri, di origine greca; Quintiliano affermerà: «Satura quidem tota nostra est».
Con Tiberio, cominciando la serie dei tiranni, la produzione libera e indipendente degli artisti fu ingabbiata a favore della didattica.  La satira invece fu coltivata «ed in modo singolarmente vivace ed originale (...), quasi per effetto spontaneo di reazione al corrottissimo costume».
La satira nasce come una polemica diretta ad obiettivi mirati, molte volte con temi moraleggianti che riguardano i più svariati argomenti: questo succede perché non ha schemi fissi che le donano la rigidità tipica di altri generi, ma si basa interamente sullo stile dello scrittore. Autori di satire nella letteratura latina furono Lucilio, Orazio Flacco (i Sermones), Persio, Marziale, Giovenale, Petronio (il romanzo Satyricon), Lucio Anneo Seneca (l'Apokolokynthosis).

### Medioevo e Rinascimento
Nel corso dei secoli l'ossequio ai classici latini, in particolare Orazio, preservò la satira facendole superare la barriera linguistica della nascita di letterature in lingue regionali. La satira ebbe ampio uso nella poesia orale giullaresca di cui ci sono pervenuti alcuni frammenti scritti. La satira morale predilige il discorso allegorico come nell'Ysengrinus e nel Roman de Renart. La satira sociale si trova nei canti dei goliardi ed in opere come il Roman de la rose, i fabliaux di Rutebeuf, le cantigas de escarnho (canzoni di scherno) e le cantgas de maldizer (canzoni di maldicenza) della lirica portoghese e spagnola. La satira politica è presente nei sirventesi dei trovatori della Provenza, nelle poesie di Walther von der Vogelweide e di Guittone d'Arezzo, nell'opera di Dante Alighieri e di Petrarca nonché in quella di Boccaccio (la misoginia nel Corbaccio).
In particolare va notata la compresenza in Dante di un registro comico realistico in corrispondenza della critica corrosiva alle personalità che lo avevano disconosciuto ed esiliato, fino ad allargarsi a una visione critica dell'intera società a lui contemporanea.
Nel Rinascimento la diffusione della cultura ellenica (dovuta alla fuga di sapienti da Costantinopoli espugnata da Maometto II) produsse una commistione etimologica con il dramma satiresco, che traeva la sua origine dal mito dei satiri, figure mitologiche e semi-divine dell'antica Grecia: ne conseguì una coloritura del termine (e del genere che da allora si sviluppò) più aggressiva di quanto esso significasse nell'antica Roma, perché il dramma satiresco - da mero intermezzo nelle trilogie tragiche dell'antica Grecia - s'era andato evolvendo fino ad assumere i caratteri di una rappresentazione teatrale, che faceva da sorella minore della commedia come rappresentazione comica e di dileggio sociale o morale. Nell'epoca rinascimentale Ludovico Ariosto scrisse alcune satire (Satire) su modello dei Sermones oraziani.
Notevole è poi la commistione fra satira ed epica da cui nasce il poema eroicomico: fra gli esempi del genere vale la pena ricordare La secchia rapita di Alessandro Tassoni o la Moscheide di Teofilo Folengo, ispirata all'antichissima Batracomiomachia. Sempre Folengo scrisse il Merlini Cocaii Macaronicon, un poema scritto in "latino maccheronico" (frammisto a parole in dialetto mantovano) il cui protagonista è Baldus: un umile contadino le cui lotte con altri popolani sono raccontate con la stessa enfasi delle battaglie di un nobile cavaliere.
Nel XV secolo lo scrittore Sebastian Brant fu autore del poema satirico La nave dei folli, mentre Erasmo da Rotterdam scrisse l'Encomium Moriae. La riforma luterana in Germania alimentò una cospicua letteratura satirico - religiosa i cui maggiori esponenti furono: Thomas Murner, Ulrich von Hutten, Hans Sachs. In Francia gli epigrammi di Clément Marot e alcune parti del romanzo Gargantua e Pantagruel di Rabelais sono di genere satirico.
Curioso è poi il fenomeno delle "statue parlanti", iniziato nel XVI secolo con la comparsa a Roma di Pasquino, una scultura antica a cui venivano affissi componimenti anonimi (detti appunto pasquinate) che dileggiavano uomini di potere della città papalina, non di rado lo stesso Pontefice. Statue del genere erano diffuse anche in altre città italiane (ad es. l'Uomo di pietra di Milano).

### Illuminismo
La filosofia dei Lumi usò largamente la satira, contro i dogmatismi della religione e i privilegi dei nobili. Esempi sono l'opera di Voltaire (Candido), di Montesquieu (Lettere persiane), di Giuseppe Parini (Il Giorno, opera didascalico-satirica). A queste opere sono da aggiungere le commedie di Beaumarchais, i libelli violentissimi di Jonathan Swift, i versi satirici contro l'establishment inglese di Peter Pindar, e le 17 satire di Vittorio Alfieri.

### Ottocento e Novecento
Autore di poesie satiriche nel XIX secolo fu Giuseppe Giusti (Sant'Ambrogio, Re Travicello), così come d'ispirazione satirica sono molti versi di Carlo Porta e Gioacchino Belli. Nella letteratura europea grandi pagine satiriche hanno scritto Heine, Tieck, Byron e Gogol'. Fra la fine del XIX secolo e l'inizio del XX secolo in Italia vi fu una grande fioritura di giornali satirici. Il più noto è L'Asino, fondato nel 1892 da Guido Podrecca e Gabriele Galantara, di indole socialista e anticlericale, decisamente critico verso il governo di Giovanni Giolitti. Le pubblicazioni interrotte dalla prima guerra mondiale ripresero nel dopoguerra senza Podrecca, che aveva aderito al Fascismo. L'Asino fu costretto a chiudere nel 1925, all'indomani del delitto Matteotti, ma ciò non impedì a Galantara di restare attivo, collaborando con il Marc'Aurelio e il Becco giallo.
Vi erano poi 420 e Il Selvaggio apertamente schierate a favore del nuovo regime (salvo poi distaccarsene come quest'ultima rivista diretta da Mino Maccari) e Il Guerin Meschino, a cui lavorarono disegnatori di spicco come Sergio Tofano, Carlo Bisi, Bruno Angoletta.
Vi erano poi giornali senza una precisa connotazione ideologica, in cui la satira a tutto campo si spingeva a mettere in ridicolo, più o meno apertamente, elementi del Partito fascista: tra questi Il travaso delle idee di Filiberto Scarpelli e il Bertoldo diretto dal trio Zavattini-Mosca-Metz e fondato dalla Rizzoli appositamente per fare concorrenza al Marc'Aurelio. Nella redazione del Bertoldo erano presenti disegnatori come Giacinto Mondaini, Saul Steinberg (futura penna di punta del New Yorker), Carlo Manzoni, Walter Molino, Giovannino Guareschi. Quest'ultimo fu anche condirettore dopo l'abbandono di Metz, e si occupò sia di disegnare che di redigere testi. Sue erano le vignette sulla Guerra d'Etiopia, sulle Grandi Purghe, sull'espansionismo (nella rubrica Stati piccolissimi), negli anni che segnarono l'escalation verso la seconda guerra mondiale, bilanciando la satira contro i nemici dell'Asse Roma-Berlino con sottili critiche alla retorica di regime (ad esempio sui monumenti trionfali e sulle dichiarazioni di guerra), che attiravano di continuo veline dal Minculpop.
Fiero oppositore del fascismo fu Giuseppe Scalarini che per questo venne duramente percosso, più volte arrestato e confinato. Emilio Zanzi, critico ideologicamente ben lontano dalle posizioni dell’artista, lo definisce “il più politico dei caricaturisti italiani e forse del mondo. Le sue vignette anarchiche, antiborghesi, anticristiane, antimilitaristiche rivelano, sempre, uno stile. La sintesi è la base del suo pensiero e del suo disegno crudele." e, conclude, "Scalarini è un caricaturista che passerà alla storia”.
Dopo l'interruzione dovuta alle vicende belliche, Guareschi mise la propria esperienza al servizio di un nuovo settimanale chiamato Candido, che contribuì in maniera decisiva alla vittoria della Democrazia Cristiana contro il Fronte popolare del 18 aprile 1948, salvo poi non risparmiare critiche alla stessa DC, pur mantenendo un fervente anticomunismo. La prova dell'"impatto" del Candido si ebbe nel 1950 col caso Einaudi, scoppiato a causa di una vignetta in cui l'allora Presidente della Repubblica era ritratto mentre passava in rassegna una fila di bottiglie invece che di Corazzieri. Nel mirino del giornale era finito il fatto che tali bottiglie circolassero con la dicitura "Poderi del Senatore Luigi Einaudi" sull'etichetta, e che quindi costui sfruttasse la sua carica a fini commerciali. Guareschi, in qualità di direttore responsabile, fu condannato per "vilipendio al Capo dello Stato" (insieme a Carletto Manzoni, autore della vignetta) a otto mesi con la condizionale, che scontò più tardi con la detenzione in appendice al "caso De Gasperi".
Non va dimenticato nemmeno il caso de Il merlo giallo, rivista satirica che ebbe un breve momento di celebrità nel 1953: per mezzo di una vignetta sollevò dei sospetti sul coinvolgimento di Piero Piccioni nel caso Montesi. Il giovane ne uscì in seguito scagionato ma il padre, il Ministro degli Esteri Attilio Piccioni, ne ebbe la carriera politica gravemente compromessa.
Tutti gli storici giornali satirici scomparvero progressivamente e definitivamente col passare degli anni, ad eccezione del Candido che ebbe un revival dal 1968 al 1992 dopo la chiusura del 1961, e del Travaso delle idee, chiuso nel 1966, fu "resuscitato" brevemente nel 1973 e nel triennio 1986-1988.

### XXI secolo
La corrosione progressiva del canone dei generi letterari, e della categoria stessa di letterario e non letterario ripropose nell'ultimo secolo la commistione di comico, umoristico nella satira.
Solo nel corso degli ultimi secoli si allargò all'arte figurativa e ai nuovi media. Nel significato popolare contemporaneo, si tende ad identificare la satira con una delle forme possibili dell'umorismo e, in qualche caso, della comicità; talvolta, poi, si intende per satira anche, indiscriminatamente, qualsiasi attacco letterario o artistico a personaggi detentori del potere politico, sociale o culturale, o più genericamente vi si include qualsiasi critica al potere svolta in forma almeno salace. Emblematico il caso della rivista di satira "Il Male".
Da un punto di vista strettamente letterario è pertanto assai difficile mantenere oggi una definizione stabile del genere letterario, se non in senso storico, poiché il pur sperabile dinamismo delle forme letterarie, risente attualmente di una certa leggerezza e di una pesante ridondanza, non sempre disinteressate, nella classificazione.
Con la diffusione delle tecnologie digitali Internet gioca un ruolo sempre più importante nella diffusione di messaggi satirici, grazie anche alle caratteristiche di libertà e democrazia che sono peculiari di questo mezzo. Un esempio estremamente noto di satira online è il sito americano The Onion.

### Satira religiosa
Sin dalla sua nascita, la satira ha avuto fra i propri bersagli preferiti la religione, in particolare gli esponenti pubblici del culto ed il ruolo politico e sociale svolto dalla religione. Anche nell'Antica Grecia gli autori satirici ridicolizzavano la religione, in particolare quella politeistica che faceva capo a Zeus.
Documenti storici permettono di fare risalire, in Italia, la satira religiosa al 1500, come parte della tradizione carnevalesca e popolare, ma sempre ed accuratamente censurata dalle diverse istituzioni religiose.